# American Graffiti
American Graffiti és una pel·lícula estatunidenca dirigida per George Lucas, estrenada el 1973. Va ser produïda per Francis Ford Coppola, escrita per Willard Huyck, Gloria Katz i Lucas i és protagonitzada per Richard Dreyfuss, Ron Howard (acreditat com a Ronny Howard), Paul Le Mat, Harrison Ford, Charles Martin Smith, Cindy Williams, Candy Clark, Mackenzie Phillips, Bo Hopkins i Wolfman Jack. La pel·lícula ha estat doblada al català.

## Argument
Una quadrilla de joves amics adolescents, alumnes d'instituts dels Estats Units dels anys 1960, de noms Curt Henderson (el personatge principal, que ha de marxar del poble l'endemà per anar a la universitat), Terry Fields anomenat «la granota», a qui Steve presta el seu cotxe el temps que serà fora, Steve Bolander (el petit amic de la germana de Curt, Laurie), i John Milner (un pilot de carreres), en vigílies d'anar-se'n de la petita ciutat californiana de la seva joventut per anar a prosseguir el seu estudis a la universitat, passen una última nit a gallejar amb els seus grans cotxes americans dels anys 60 (Cadillac, General Motors, Chevrolet, Buick, Pontiac, etcetera.) al llarg de Main Street amb les seves amigues i els seus primers flirts i les ràdios que difonen el Rock'n Roll mític dels anys 60: The Platters, Chuck Berry, Fatus Dòmino, Buddy Holly, Bill Haley, The Beach Boys, etc.

## Repartiment
- Richard Dreyfuss: Curt Henderson
- Ron Howard: Steve Bolander
- Paul Le Mat: John Milner
- Charles Martin Smith: Terry
- Cindy Williams: Laurie Henderson
- Candy Clark: Debbie Dunham
- Mackenzie Phillips: Carol
- Wolfman Jack: l'animador de la ràdio
- Bo Hopkins: Joe Young
- Manuel Padilla Jr.: Carlos
- Beau Gentry: Ants
- Harrison Ford: Bob Falfa
- Jim Bohan: Oficial Holstein
- Jana Bellan: Budda
- Deby Celiz: Wendy

## Al voltant de la pel·lícula
- El 1973, a la seva segona pel·lícula, George Lucas s'orienta cap a la comèdia dramàtica àmplament autobiogràfica amb American Graffiti, on descriu la joventut americana del començament dels anys 1960.
- George Lucas ofereix el seu primer èxit com a actor a un jove fuster que troba telegènic, un cert Harrison Ford.
- La pel·lícula té un gran èxit als Estats Units i serveix de base a la sèrie TV Happy Days.[3]
- Va caldre trobar tota una col·lecció de cotxes americans dels anys 60 per recrear l'ambient adequat. Per tal de vigilar el seu cotxe, alguns propietaris es quedaven al rodatge que tenia lloc de nit.
- La matrícula del cotxe de John és «THX 138» en referència a la primera pel·lícula de Lucas, THX 1138.
- La pel·lícula va tenir una continuació, More American Graffiti, realitzada per Bill L. Norton el 1979.[4]

## Premis i nominacions
| Any  | Premis             | Categoria                          | Nominat(s)                                               | Resultat   | Ref.  |
| ---- | ------------------ | ---------------------------------- | -------------------------------------------------------- | ---------- | ----- |
| 1974 | Premis Globus d'Or | Millor pel·lícula musical o còmica | American Graffiti                                        | Guanyadora | [ 5 ] |
| 1974 | Premis Globus d'Or | Millor director                    | George Lucas                                             | Nominat    | [ 5 ] |
| 1974 | Premis Globus d'Or | Millor actor – Musical o comèdia   | Richard Dreyfuss                                         | Nominat    | [ 5 ] |
| 1974 | Premis Oscar       | Millor pel·lícula                  | Francis Ford Coppola productor & Gary Kurtz Co-productor | Nominats   | [ 6 ] |
| 1974 | Premis Oscar       | Millor director                    | George Lucas                                             | Nominat    | [ 6 ] |
| 1974 | Premis Oscar       | Millor actriu secundària           | Candy Clark                                              | Nominada   | [ 6 ] |
| 1974 | Premis Oscar       | Millor guió original               | George Lucas, Gloria Katz & Willard Huyck                | Nominats   | [ 6 ] |
| 1974 | Premis Oscar       | Millor muntatge                    | Verna Fields & Marcia Lucas                              | Nominades  | [ 6 ] |